# Austrostelis flava
Austrostelis flava är en biart som först beskrevs av Heinrich Friese 1925.  Austrostelis flava ingår i släktet Austrostelis och familjen buksamlarbin. Inga underarter finns listade i Catalogue of Life.